# Église Saint-Juvin de Loisy-sur-Marne
L'église Saint-Juvin est une église paroissiale du département de la Marne située à Loisy-sur-Marne, en France. Elle appartient à la paroisse Sainte-Marie-de-la-Côte-de-Vergeois dans le diocèse de Châlons-en-Champagne.

## Historique
Elle abrite une statue de saint Juvin en bois datant du XVIe siècle, classée monument historique. 
L'église reçut la visite de l'évêque-comte de Châlons Louis Antoine de Noailles le 10 mars 1683 : l'évêque y célébra la messe et y donna le sacrement de confirmation à plusieurs enfants de la paroisse.
Elle a été restaurée et agrandie dans un style néo-gothique par l'architecte Jean François Choisy, consacrée le 23 septembre 1861. 

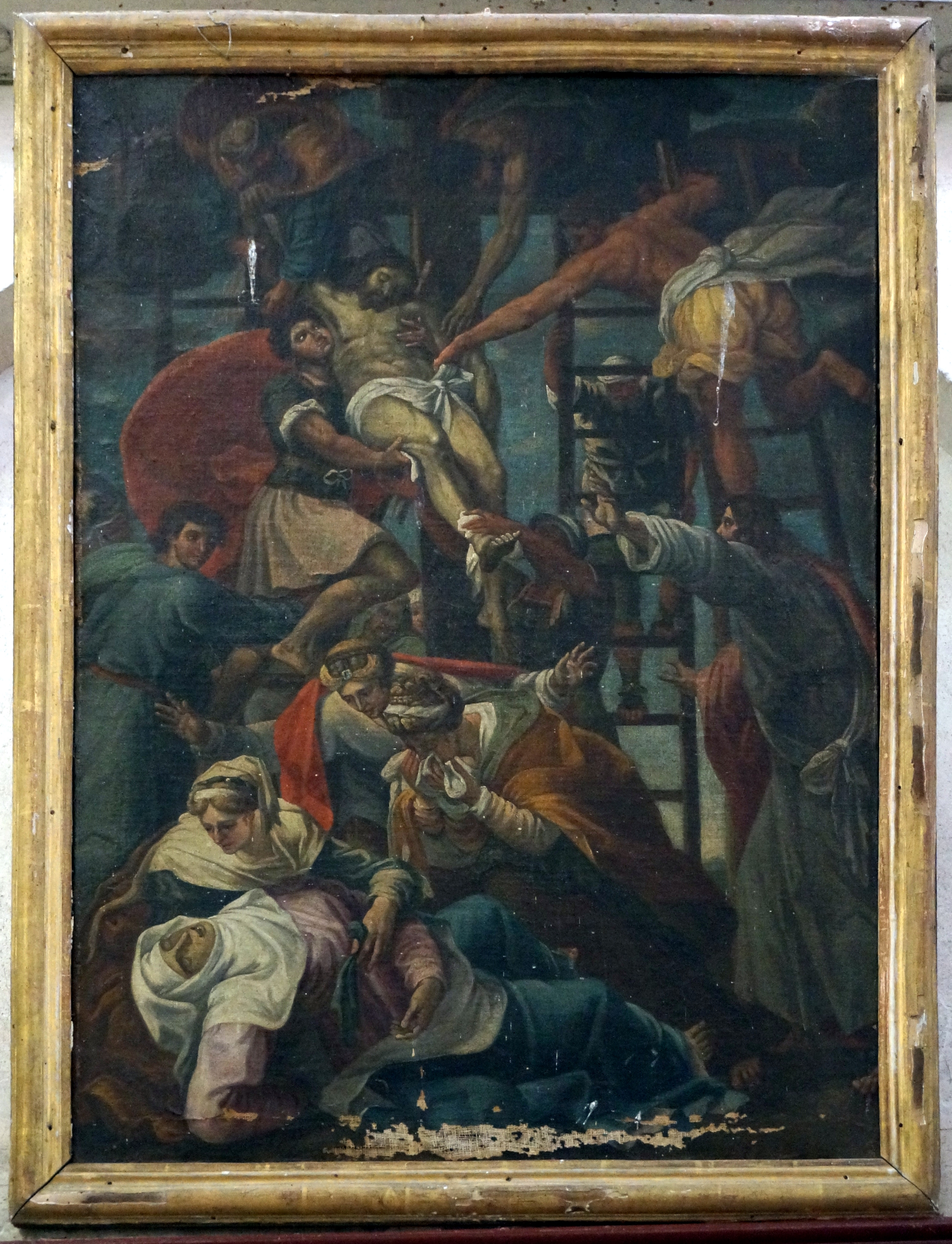
Descente de croix, (copie d'après la fresque de Daniele da Volterra, l’église de la Trinité-des-Monts à Rome),
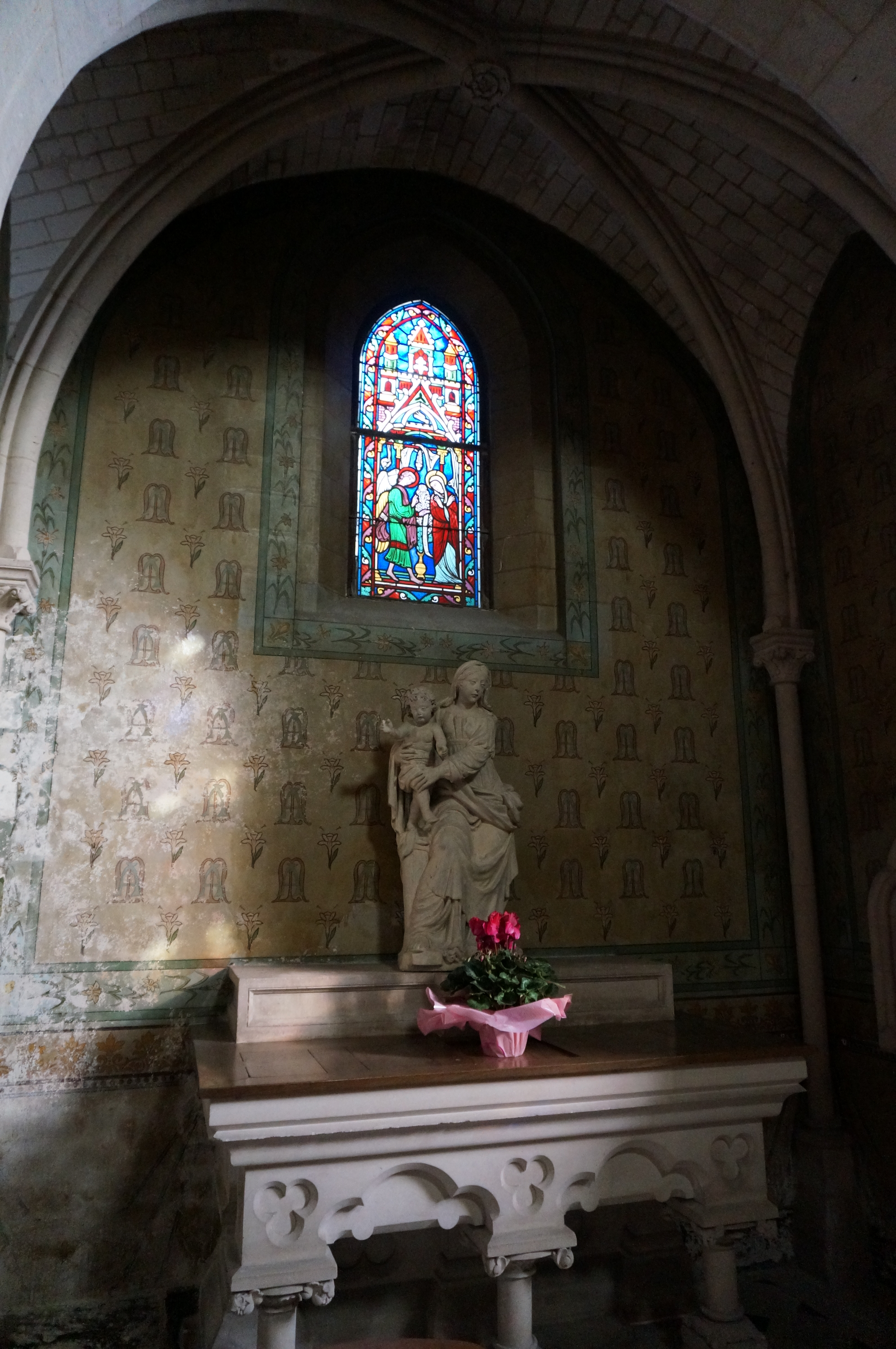
autel et Marie à l'enfant du XVIIIe siècle,
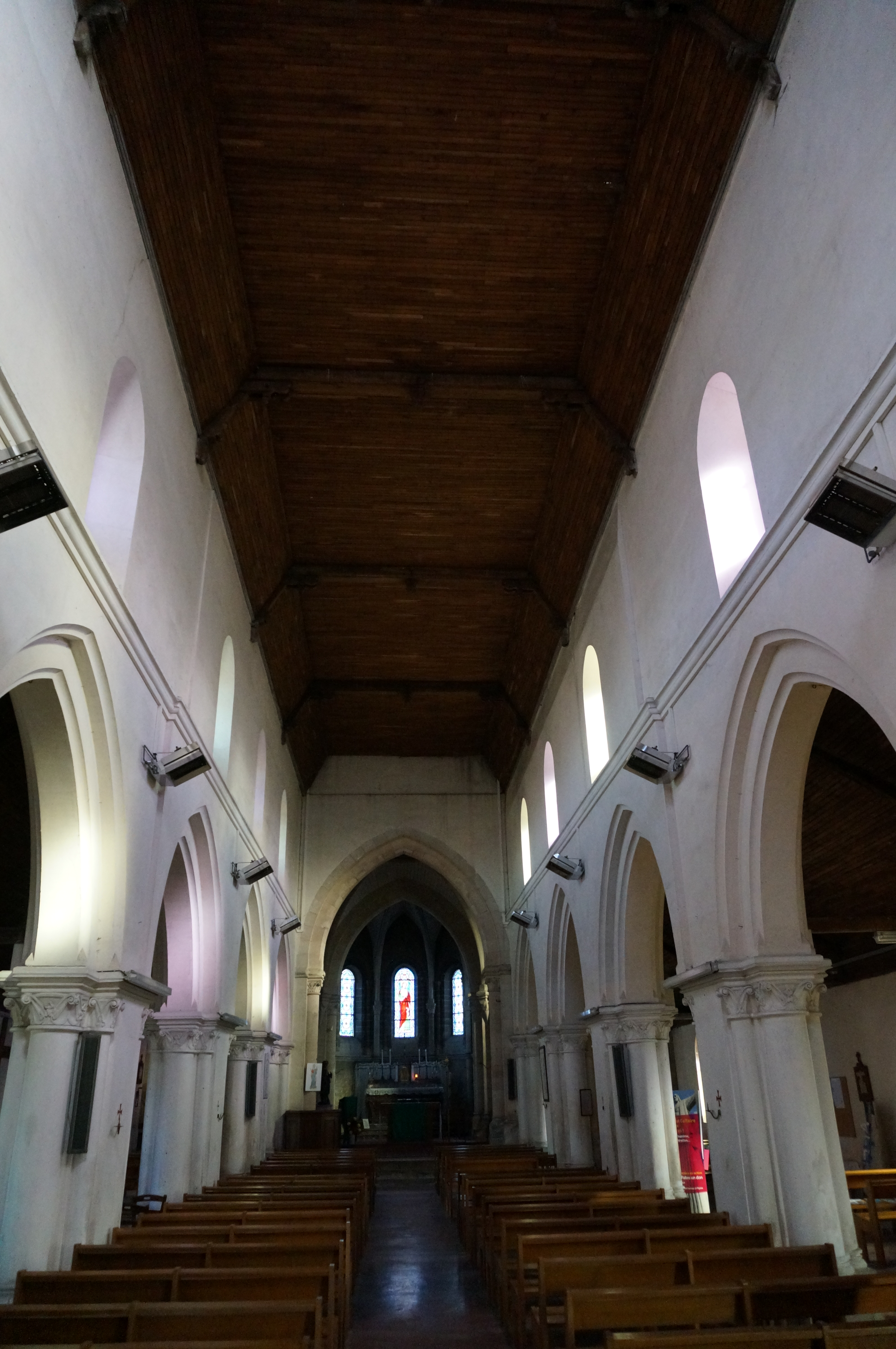
sa nef.